# 持续斗争

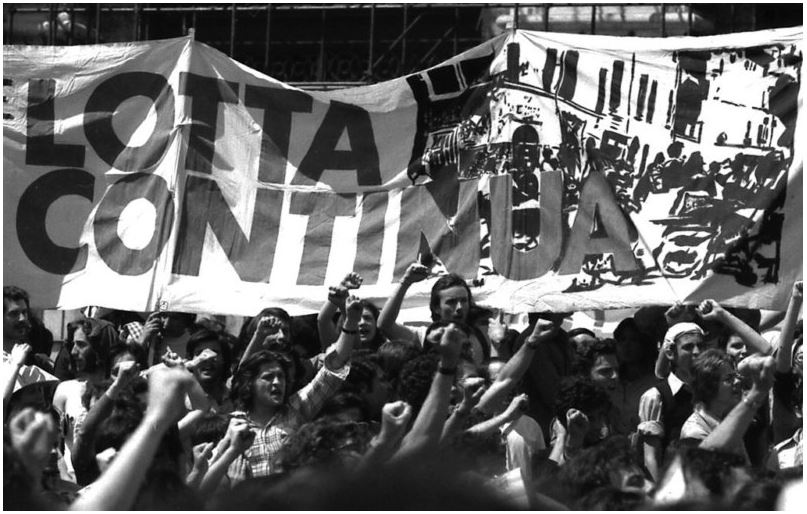
Lotta Continua

持续斗争（意大利语：Lotta Continua）是意大利的一个极左翼准军事组织。该组织成立于1969年秋天，来自都灵的学生工人运动的一次分裂（此次分裂诞生了持续斗争、工人力量、工人先锋等不同的学生工人组织），该运动在大学与菲亚特等工厂开启了激进活动。持续斗争的同名报纸于1969年11月出版了第一期，该组织于1976年解散后，出版物一直持续到1982年。

## 焦点
持续斗争侧重于将激进主义从学生和青年传播到工人中去，并在建立社区中心方面发挥了重要作用。它在新近移民、年轻、不合格的大型工厂工人中的影响力最大，而“传统”工人阶级则保持着对意大利共产党和工会运动的忠诚。
该报经久不衰的特色之一是Roberto Zamarin的连环画《加斯帕拉佐》（Gasparazzo；漫画作者因车祸于1972年去世），它幽默而辛酸地讲述了一名菲亚特工厂工人的斗争经历。
持续斗争团体的领导层包括Adriano Sofri、Mauro Rostagno、Guido Viale、Giorgio Pietrostefani、Erri De Luca、Paolo Brogi和Marco Boato。其他值得注意的有贡献者包括Gad Lerner和Alexander Langer。由于意大利法律规定，每份报纸都需要一名专业记者担任总编辑，因此在一段时间内，帕索里尼把名字借给该报，以使持续斗争的报纸得以出版。
起初，它是一个以自发行动为重点的松散团体。在1972年至1974年期间，它被集中起来，其报纸成为一份日报。随着机会变得越来越有限，在一次以男女激进分子之间严重的意识形态冲突为特征的全国代表大会之后，组织于1976年解散了。当时，Adriano Sofri和其他人拥护议会选举政治，而另一些激进分子则加入了武装组织，包括前线和红色旅。组织的报纸一直出版到1982年。
1980年代，持续斗争的大多数代表放弃了他们原来的意识形态。Marco Boato和Mimmo Pinto加入了激进党，其他人在电视台（RAI或Fininvest集团）或各种报纸工作。许多人加入了意大利社会党（PSI），特别支持贝蒂诺·克拉克西的立场。Erri De Luca在加入各种人道主义组织后成为著名作家。其中只有少数人，如Marco Revelli与Fulvio Grimaldi，加入了重建共产党。

## 争议
- 1972年5月17日，被认为应对朱塞佩·皮内利（Giuseppe Pinelli）之死负责的警察路易吉·卡拉布雷西（Luigi Calabresi）被杀。持续斗争的前领导人Adriano Sofri与Giorgio Pietrostefani因组织谋杀被判处长期监禁，Ovidio Bompressi和Leonardo Marino因实施谋杀被判处长期监禁，此前对他们判刑的法律程序被认为有争议。Ovidio Bompressi是少数因健康原因被意大利总统乔治·纳波利塔诺（左翼民主人士）特赦的政治活动家之一（于2006年5月）。
- 1977年3月11日，持续斗争的一名激进分子Francesco Lorusso在博洛尼亚被杀害[4]。
- 1977年10月1日，在都灵的一次抗议游行中，据称活动分子用燃烧弹袭击了一家酒吧。23岁的学生Roberto Crescenzio死于这次袭击导致的烧伤。持续斗争的激进分子被指控实施了这次袭击，但最终在法庭上被证明此罪名无效。[5]